# Gen Nakatani
Gen Nakatani (Kōchi, 14 de octubre de 1957) es un político japonés que fue Director General de la Agencia de Defensa de Japón (ahora Ministerio de Defensa de Japón) en el primer gabinete del ex primer ministro Junichiro Koizumi en 2001-2002 y fue nombrado Ministro de Defensa por el ex primer ministro Shinzo Abe en 2014.

## Biografía
Nació en Kōchi y asistió a la Academia de Defensa Nacional de Japón. Sirvió durante cuatro años como oficial comisionado en la Fuerza Terrestre de Autodefensa de Japón (20º Regimiento de Infantería y Unidad de Entrenamiento Aerotransportada).
Se postuló por primera vez para un cargo electivo como candidato del Partido Liberal Democrático en las elecciones generales de 1990 y ganó uno de los cinco escaños que representaban a la prefectura de Kōchi, y mantuvo este escaño en las elecciones generales de 1993. 
Tras la reforma electoral de 1994 que dividió Kōchi en tres distritos uninominales, participó con éxito en las elecciones generales de 1996 en el segundo distrito de Kōchi y conservó este escaño hasta las elecciones generales de 2014, cuando se cambió al primer distrito de Kōchi; la abolición del tercer distrito de Kōchi requirió que los miembros del Partido Liberal Democrático en Kōchi cambiaran de escaño para que todos pudieran permanecer en el cargo. Yuji Yamamoto, que ocupaba el tercer distrito desde 1996, pasó al segundo distrito. Mientras tanto, Teru Fukui, que ocupaba el primer distrito desde 1996, se pasó al bloque de representación proporcional de Shikoku .
El 28 de abril de 2015, estuvo entre los invitados a la cena de estado ofrecida por el presidente estadounidense Barack Obama en honor de Abe en la Casa Blanca . 